# Diopsis surcoufi
Diopsis surcoufi är en tvåvingeart som beskrevs av Seguy 1955. Diopsis surcoufi ingår i släktet Diopsis och familjen Diopsidae.
Artens utbredningsområde är Moçambique. Inga underarter finns listade i Catalogue of Life.